# Список пищевых добавок E300 — E399

## E300-E399
Пищевые добавки. Группа антиоксидантов, регуляторов кислотности. 
| Индекс | Название вещества | Английское название                                                                                        |
| ------ | --- | --- |
| E300   | Аскорбиновая кислота (Витамин C) | Ascorbic acid (Vitamin C)                                                                                  |
| E301   | Аскорбат натрия (Натриевая соль аскорбиновой кислоты)                                                                                    | Sodium Ascorbate                                                                                           |
| E302   | Аскорбат кальция | Calcium Ascorbate                                                                                          |
| E303   | Аскорбат калия | Potassium Ascorbate                                                                                        |
| E304   | Сложный эфир пальмитиновой и аскорбиновой кислот (i) Аскорбилпальмитат                                                                   | Palmitic acid esters of ascorbic acid (i) Ascorbyl palmitate                                               |
| E305   | (ii) Аскорбилстеарат | (ii) Ascorbyl stearate                                                                                     |
| E306   | Концентрат смеси Токоферолов | Tocopherol-rich extract                                                                                    |
| E307   | Альфа-токоферол синтетический | Alpha-tocopherol (syntetic)                                                                                |
| E308   | Гамма-токоферол синтетический | Gamma-tocopherol (synthetic)                                                                               |
| E309   | Дельта-токоферол синтетический | Delta-tocopherol (synthetic)                                                                               |
| E310   | Пропилгаллат | Propyl Gallate                                                                                             |
| E311   | Октилгаллат | Octyl Gallate                                                                                              |
| E312   | Додецилгаллат | Dodecyl Gallate                                                                                            |
| E313   | Этилгаллат | Ethyl Gallate                                                                                              |
| E314   | Гваяковая смола | Guaiac resin                                                                                               |
| E315   | Эриторбовая кислота (Изоаскорбиновая кислота?)                                                                                           | Erythorbic acid (isoascorbic acid)                                                                         |
| E316   | Эриторбат натрия (Изоаскорбат натрия?)                                                                                                   | Sodium Erythorbate                                                                                         |
| E317   | Эриторбат калия (Изоаскорбат калия?) | Potassium Erythorbate                                                                                      |
| E318   | Эритробат кальция (Изоаскорбат кальция?)                                                                                                 | Calcium Erythorbate                                                                                        |
| E319   | Трет-бутилгидрохинон | Tert-Butylhydroquinone (TBHQ)                                                                              |
| E320   | Бутилгидроксианизол | Butylated hydroxyanisole (BHA)                                                                             |
| E321   | Бутилгидрокситолуол | Butylated hydroxytoluene (BHT)                                                                             |
| E322   | Лецитины | Lecithins                                                                                                  |
| E323   | Аноксомер | Anoxomer                                                                                                   |
| E324   | Этоксихин | Ethoxyquin                                                                                                 |
| E325   | Лактат натрия | Sodium Lactate                                                                                             |
| E326   | Лактат калия | Potassium Lactate                                                                                          |
| E327   | Лактат кальция | Calcium Lactate                                                                                            |
| E328   | Лактат аммония | Ammonium Lactate                                                                                           |
| E329   | Лактат магния | Magnesium lactate                                                                                          |
| E330   | Лимонная кислота | Citric acid                                                                                                |
| E331   | Цитраты натрия: (i) Цитрат натрия однозамещённый (ii) Цитрат натрия двузамещённый (iii) Цитрат натрия трёхзамещённый                     | Sodium citrates: (i) Monosodium citrate (ii) Disodium citrate (iii) Sodium citrate (trisodium citrate)     |
| E332   | Цитраты калия: (i) Цитрат калия двузамещённый (ii) Цитрат калия трёхзамещённый                                                           | Potassium citrates: (i) Monopotassium citrate (ii) Potassium citrate (tripotassium citrate)                |
| E333   | Цитраты кальция | Calcium citrates: (i) Monocalcium citrate (ii) Dicalcium citrate (iii) Calcium citrate(tricalcium citrate) |
| E334   | Винная кислота (L(+)-) | Tartaric acid (L(+)-)                                                                                      |
| E335   | Тартраты натрия: (i) Тартрат натрия однозамещённый (ii) Тартрат натрия двузамещённый                                                     | Sodium tartrates: (i) Monosodium Tartrate (ii) Disodium Tartrate                                           |
| E336   | Тартраты калия: (i) Тартрат калия однозамещённый (ii) Тартрат калия двузамещённый                                                        | Potassium tartrates: (i) Monopotassium tartrate (cream of tartar) (ii) Dipotassium tartrate                |
| E337   | Тартрат калия-натрия | Sodium potassium tartrate                                                                                  |
| E338   | Ортофосфорная кислота | Orthophosphoric acid                                                                                       |
| E339   | Ортофосфаты натрия: (i) Ортофосфат натрия однозамещённый (ii) Ортофосфат натрия двузамещённый (iii) Ортофосфат натрия трёхзамещённый     | Sodium phosphates: (i) Monosodium phosphate (ii) Disodium phosphate (iii) Trisodium phosphate              |
| E340   | Ортофосфаты калия: (i) Ортофосфат калия однозамещённый (ii) Ортофосфат калия двузамещённый (iii) Ортофосфат калия трёхзамещённый         | Potassium phosphates: (i) Monopotassium phosphate (ii) Dipotassium phosphate (iii) Tripotassium phosphate  |
| E341   | Ортофосфаты кальция: (i) Ортофосфат кальция однозамещённый (ii) Ортофосфат кальция двузамещённый (iii) Ортофосфат кальция трёхзамещённый | Calcium phosphates: (i) Monocalcium phosphate (ii) Dicalcium phosphate (iii) Tricalcium phosphate          |
| E342   | Ортофосфаты аммония: (i) Ортофосфат аммония однозамещённый (ii) Ортофосфат аммония двузамещённый                                         | Ammonium phosphates: (i) Monoammonium Ortophosphate (ii) Diammonium Ortophosphate                          |
| E343   | Ортофосфаты магния: (i) Ортофосфат магния однозамещённый (ii) Ортофосфат магния двузамещённый (iii) Ортофосфат магния трёхзамещённый     | Magnesium phosphates: ((i) Monomagnesium phosphate ((ii) Dimagnesium phosphate                             |
| E344   | Цитрат лецитина | Lecitin citrate                                                                                            |
| E345   | Цитрат магния | Magnesium citrate                                                                                          |
| E349   | Малат аммония | Ammonium malate                                                                                            |
| E350   | Малаты натрия: (i) Малат натрия однозамещённый (ii) Малат натрия (?)                                                                     | Sodium malates: (i) Sodium Malate (ii) Sodium Hydrogen Malate                                              |
| E351   | Малаты калия: (i) Малат калия однозамещённый (ii) Малат калия (?)                                                                        | Potassium Malates: (i) Potassium Malate (ii) Potassium Hydrogen Malate                                     |
| E352   | Малаты кальция: (i) Малат кальция однозамещённый (ii) Малат кальция (?)                                                                  | Calcium Malates: (i) Calcium Malate (ii) Calcium Hydrogen Malate                                           |
| E353   | Мета-винная кислота | Metatartaric acid                                                                                          |
| E354   | Тартрат кальция | Calcium tartrate                                                                                           |
| E355   | Адипиновая кислота | Adipic acid                                                                                                |
| E356   | Адипат натрия | Sodium adipate                                                                                             |
| E357   | Адипат калия | Potassium adipate                                                                                          |
| E359   | Адипат аммония | Ammonium adipate                                                                                           |
| E363   | Янтарная кислота | Succinic acid                                                                                              |
| E365   | Фумарат натрия | Sodium fumarate                                                                                            |
| E366   | Фумарат калия | Potassium fumarate                                                                                         |
| E367   | Фумарат кальция | Calcium fumarate                                                                                           |
| E368   | Фумарат аммония | Ammonium fumarate                                                                                          |
| E370   | Гептонолактон | 1,4-Heptonolactone                                                                                         |
| E375   | Никотиновая кислота (ниацин) | Niacin (nicotinic acid), Nicotinamide                                                                      |
| E380   | Цитраты аммония | Ammonium citrates                                                                                          |
| E381   | Цитраты аммония-железа | Ammonium ferric citrate                                                                                    |
| E383   | Глицерофосфат кальция | Calcium glycerylphosphate                                                                                  |
| E384   | Изопропилцитратная смесь | Isopropil citrate                                                                                          |
| E385   | Кальция динатриевая соль этилендиаминтетрауксусной кислоты (CaNa2 ЭДТА)                                                                  | Calcium disodium ethylene diamine tetra-acetate, (Calcium disodium EDTA)                                   |
| E386   | Динатриевая соль этилендиаминтетрауксусной кислоты                                                                                       | Disodium Ethylene Diamine Tetra-acetate                                                                    |
| E387   | Оксистеарин | Oxystearin                                                                                                 |
| E388   | Тиопропионовая кислота | Thiodipropionic acid                                                                                       |
| E389   | Дилаурил тиодипропионат | Dilauryl thiodipropionate                                                                                  |
| E390   | Дистеарил тиодипропионат | Distearyl thiodipropionate                                                                                 |
| E391   | Фитиновая кислота | Phytic acid                                                                                                |
| E399   | Лактобионат кальция | Calcium lactobionate                                                                                       |

| Обозначения | | | | | |
| Exxx        | Вещество не входит в список пищевых добавок, разрешённых к применению в пищевой промышленности в Российской Федерации (Приложение 1 к СанПиН 2.3.2.1293-03)                                                             | Вещество не входит в список пищевых добавок, разрешённых к применению в пищевой промышленности в Российской Федерации (Приложение 1 к СанПиН 2.3.2.1293-03)                                                             | Вещество не входит в список пищевых добавок, разрешённых к применению в пищевой промышленности в Российской Федерации (Приложение 1 к СанПиН 2.3.2.1293-03)                                                             | Вещество не входит в список пищевых добавок, разрешённых к применению в пищевой промышленности в Российской Федерации (Приложение 1 к СанПиН 2.3.2.1293-03)                                                             | Вещество не входит в список пищевых добавок, разрешённых к применению в пищевой промышленности в Российской Федерации (Приложение 1 к СанПиН 2.3.2.1293-03)                                                             |
| Exxx        | Вещество входило в список пищевых добавок, допустимых к применению в пищевой промышленности Российской Федерации в период с 2003 года по 1 августа 2008 года (СанПиН 2.3.2.2364-08)                                     | Вещество входило в список пищевых добавок, допустимых к применению в пищевой промышленности Российской Федерации в период с 2003 года по 1 августа 2008 года (СанПиН 2.3.2.2364-08)                                     | Вещество входило в список пищевых добавок, допустимых к применению в пищевой промышленности Российской Федерации в период с 2003 года по 1 августа 2008 года (СанПиН 2.3.2.2364-08)                                     | Вещество входило в список пищевых добавок, допустимых к применению в пищевой промышленности Российской Федерации в период с 2003 года по 1 августа 2008 года (СанПиН 2.3.2.2364-08)                                     | Вещество входило в список пищевых добавок, допустимых к применению в пищевой промышленности Российской Федерации в период с 2003 года по 1 августа 2008 года (СанПиН 2.3.2.2364-08)                                     |
| Exxx        | Вещество входит в список пищевых добавок, допустимых к применению в пищевой промышленности Российской Федерации в качестве вспомогательного средства для производства пищевой продукции (п.2.25.2 СанПиН 2.3.2.1293-03) | Вещество входит в список пищевых добавок, допустимых к применению в пищевой промышленности Российской Федерации в качестве вспомогательного средства для производства пищевой продукции (п.2.25.2 СанПиН 2.3.2.1293-03) | Вещество входит в список пищевых добавок, допустимых к применению в пищевой промышленности Российской Федерации в качестве вспомогательного средства для производства пищевой продукции (п.2.25.2 СанПиН 2.3.2.1293-03) | Вещество входит в список пищевых добавок, допустимых к применению в пищевой промышленности Российской Федерации в качестве вспомогательного средства для производства пищевой продукции (п.2.25.2 СанПиН 2.3.2.1293-03) | Вещество входит в список пищевых добавок, допустимых к применению в пищевой промышленности Российской Федерации в качестве вспомогательного средства для производства пищевой продукции (п.2.25.2 СанПиН 2.3.2.1293-03) |
| Exxx        | Вещество входит в список пищевых добавок, запрещённых к применению в пищевой промышленности других стран, но допустимых в Российской Федерации                                                                          | Вещество входит в список пищевых добавок, запрещённых к применению в пищевой промышленности других стран, но допустимых в Российской Федерации                                                                          | Вещество входит в список пищевых добавок, запрещённых к применению в пищевой промышленности других стран, но допустимых в Российской Федерации                                                                          | Вещество входит в список пищевых добавок, запрещённых к применению в пищевой промышленности других стран, но допустимых в Российской Федерации                                                                          | Вещество входит в список пищевых добавок, запрещённых к применению в пищевой промышленности других стран, но допустимых в Российской Федерации                                                                          |